# Ґожешин
Ґожешин (пол. Gorzeszyn, нім. Gorshütte) — село в Польщі, у гміні Скемпе Ліпновського повіту Куявсько-Поморського воєводства.
У 1975-1998 роках село належало до Влоцлавського воєводства.